# Pierre de Blacas d'Aulps
Pierre de Blacas d'Aulps, 4e duc de Blacas, est un homme politique français né le 27 mai 1853 à Paris et mort le 13 décembre 1937 à Beaupréau (Maine-et-Loire).
Petit-fils de Pierre Louis Jean Casimir de Blacas d'Aulps, gendre d'Henri Louis Marie de Durfort-Civrac, il est conseiller général du canton de Beaupréau de 1888 à 1937 et maire de Beaupréau de 1902 à 1937. Il est député royaliste de Maine-et-Loire de 1906 à 1919, siégeant au sein de l'Union des droites. Il n'est pas réélu en 1919. Il est nommé chevalier de la Légion d'honneur en 1934.

## Sources
- « Pierre de Blacas d'Aulps », dans le Dictionnaire des parlementaires français (1889-1940), sous la direction de Jean Jolly, PUF, 1960 [détail de l’édition]